# Географија инвалидитета
Географија инвалидитета је грана људске географије која се фокусира на особе са инвалидитетом или особе са инвалидитетом и њихово искуство. Према томе географија инвалидитета истражује доживљаје простора и места особа са инвалидитетом; као широка истраживачка област у којој се географија преклапа са многим другим дисциплинама.
Инвалидитет се односи на особе са физичким и интелектуалним оштећењима. Разлика између инвалидитета и оштећења је у томе што је инвалидитет ограничење способности узроковано стварним смањењем функционисања, односно оштећењем, појединца.

## Опште информације
Оно што је недостајало у декларацијама  и политици о особа са инвалидитетом као иу каснијим развојима истраживања социолошких и социјалних политика и написима о инвалидности и друштву, била је географска перспектива или схватање да друштвени идентитет и процес нису независни од просторних или географских тачака.
Рани рад бихејвиоралних географа направио је неке продоре у показивању значаја физичких баријера у утицају на кретање особа са инвалидитетом и пружање информација и савета о практичним начинима превазилажења изграђеног окружења са препрекама. Међутим, велики део овог истраживања је био веома дескриптиван у вези са својим предметом и тежио је да се инвалидност третира као питање које треба решити прибегавање техничким решењима или исходима.
Однос према тим истраживањима се све више мења и географије инвалидитета данас све више почиње да истражују односе између географског окружења и сложених и флуидних интеракција са природом оштећења појединца, па се у том смислу:
- Улога друштва истражује као механизам за укључивање или маргинализацију особа са инвалидитетом.
- Географија инвалидитета се односи на пејзаж искуства особа са инвалидитетом, од урбаног до руралног и од микроскале мобилности домаћинстава до приступачности транспортних мрежа широм градова и земаља.
- Истраживање обухвата особе са видљивим и невидљивим инвалидитетом; на пример, особа у инвалидским колицима као и особа са психијатријском болешћу.
- У изграђеном окружењу географи проучавају видљиве манифестације прилагођавања животне средине, као што су доступност рампи за инвалидска колица или недостатак истих.
- Ово истраживање је проширено на низ социопросторних процеса који окружују питања инвалидитета; низ друштвених, политичких и културних фактора; и сложене интеракције између моћи, простора и материјалности.

Иако се у истраживањима користи термин инвалидност они има различита флуидна и променљива значења у различитим контекстима и често се оспорава филозофским приступом истраживача.

## Проблеми и утицаји
С обзиром на разноликост и променљиву природу инвалидитета и укрштање са другим дисциплинама, од социологије и културолошких студија до здравствених наука и науке о рехабилитацији, свеобухватан увод у ову област је проблематичан. Ово је додатно компликовано еволуирајућом и динамичном природом ангажовања географа са инвалидитетом.
Под утицајем социјалног модела инвалидитета у географији, 1990-их се појавио један број дела која инвалидности приступају на нов начин. Теоретски, он се првенствено ослања на историјски материјализам, постструктурализам и друштвени конструктивизам. Таква географија инвалидитета гледа на искуства људи са физичким и менталним оштећењима у контексту друштвених неједнакости, социјалне правде и односа моћи.
Друштво засновано на доктрини валидизма, које прихвата физичку способност као норму и маргинализује све оне који се не уклапају у ту норму...почиње са ставом да је друштво оно које конструише личности са физичким и менталне сметње као „инвалиде” на на основу тога што се не уклапају у стандард "нормалност".

## Подаци из истраживања
Географија инвалидитета проучава искуство особа са инвалидитетом и испитује однос између инвалидитета и простора, у распону од приступачности, мобилности и пејзажа, у смислу социо-економских, еколошких и политичких перспектива. Научник Хоксворт географију инвалидитета назива „скупом дискурзивне и перформативне праксе“, која се више укршта са друштвеним и културним аспектима, уместо само са физичким оштећењем.
Глобална дистрибуција инвалидитета
Према светском извештају о инвалидитету који је објавила Светска здравствена организација, око 15% светске популације, што је отприлике 1,14 милијарди људи, живи са инвалидитетом, од којих 2—4% има значајан инвалидитет. У Европи и Америци, стопа инвалидитета је једна од пет особа.
Главни фактори који доводе до инвалидитета
Као неки главни фактори који доводе до ризика од стеченог инвалидитета, према досадашњим истраживањима су:
- старост,
- животна средина,
- пол и
- приступ здравственој заштити.

Животна доб и инвалидитет
Извештај је показао да постоји јака корелација између старости и ризика од инвалидитета, јер старији имају тенденцију да имају већи ризик од инвалидитета као што су Алцхајмерова болст и когнитивних оштећења.  Постоји и глобална корелација између инвалидитета и сиромаштва због недостатка средстава и државних улагања у медицинске услуге и недостатка приступа здравственој заштити. Неадекватна инфраструктура и улагања могу погоршати стање.
Животна средина
У Аустралији, истраживање о инвалидности које је спровео Аустралијски институт за здравље и добробит, Канбера, показало је снажну корелацију и већу вероватноћу да ће људи који пате од проблема са инвалидитетом или тешким инвалидитетом, бити они који живе у економски неповољније подручје или људи у заједници који живе у њој (социјалним градијентом коефицијента корелације инвалидитета). Вероватноћа тешког инвалидитета становништва које живи у угроженом подручју у Сиднеју била је 2,6% већа од популације која живи у економски и социјално најповољнијој области у Сиднеју.
Ова корелација се такође може видети у Сједињеним Америчким Државама, у којима  према Годишњем извештају о инвалидности за 2017. који је спровео Институт за инвалидност/УЦЕД Универзитета у Њу Хемпширу, дистрибуција особа са инвалидитетом старости од 18 до 64 године концентрисана је у југоисточним деловим Сједињених Америчких Држава, укључујући Џорџију, Тенеси, Луизијану и Арканзас итд., који су уједно и економски најнеповољнија област у држави.
На пример, Мемфис, у Тенесију, граду са стопом сиромаштва од 26,2% , један је од градова са најгушћом популацијом са инвалидитетом, 12,6%-17,8% његовог радног становништва (узраста од 18 до 64 године) које живи са инвалидитетом.
Полне разлике
Бројке  показују да је ризичније да жене буду инвалиди него мушкарци, без обзира на године старости.
У Европи, према Еуростату, жене су 3% склоније патењама од дуготрајног здравственог проблема, потешкоћа у свакодневној активности или обоје у односу на мушкараца (у Европи 2011. године).

## Концепт приступачног туризма
Концепт приступачног туризма један је од значајних развојних пројект који произилазе из развоја географије инвалидитета. Идеја која стоји иза приступачног туризма тежи остваривању основних људских права за особе са инвалидитетом како би могле да учествују у туризму, и да омогући промоцију најбоље праксе приступачности у туризму ангажовањем представника међународног туристичког сектора, као и представника особа са инвалидитетом, али и оних који нису владине странке да сарађују у пројекту.
У јеку развоја истраживања инвалидности, уз свест о потребама туриста, концепт и идеја приступачног туризма који имају за циљ да промовишу „туризам без баријера“ постепено су привукли пажњу људи, као и публикацију Светске туристичке организације. УНВТО је од тада објавила низ информација укључујући Приручнике о приступачном туризму за заинтересоване стране у туризму како би се осигурао квалитет и квантитет понуде добрих приступачних туристичких пракси, као и препоруке о приступачном туризму за особе са инвалидитетом.
Резултати истраживања географије инвалидитета интригирају даља проучавања универзумског дизајна простора у односу на мобилност и приступачност, као и унапређење асистивних технологија за суочавање са препрекама са којима се сусрећу особе са инвалидитетом. Географски модел инвалидитета настао је током истраживања географије инвалидитета.
Према Зајдајцу: „Последњих година географи су направили значајне кораке ка разумевању просторног разумевања инвалидитета. Ово истраживање је представило инвалидитет као карактеристику популације која неминовно води ка маргинализацији и просторној искључености из иначе нормалних друштвених арена и простора унутар изграђеног окружења. Географи су тврдили да су током истраживања о географији инвалидитета повезивали узрок инвалидитета у смислу друштвеног и просторног окружења и помогли у промоцији прихватљивије резолуције која „обезбеђује приступ локацијама и пуни обим живота у друштву различитих степена и врсте инвалидитета у обзир.”

## Закон и политика дискриминације
У извештају СЗО о препрекама које онемогућавају дискриминацију особа са инвалидитетом, стоји:
Уверења и предрасуде представљају препреке образовању, запошљавању, здравственој заштити и друштвеном учешћу. На пример, ставови наставника, школских администратора, друге деце, па чак и чланова породице утичу на укључивање деце са сметњама у развоју у редовне школе. Заблуде послодаваца да су особе са инвалидитетом мање продуктивне од својих колега без инвалидитета, а незнање о доступним прилагођавањима радних аранжмана ограничава могућности запошљавања.
Закон о дискриминацији особа са инвалидитетом донети у многим земљама света.. забрањује сваку директну или индиректну дискриминацију према особи, било привремено или трајно онеспособљеној, или са будућим потенцијалом инвалидитета, у областима које укључују запошљавање, образовање, приступ услугама и јавним местима и права куповине у за то намењеним просторијама.